# Penumbra (Unternehmen)
Penumbra, Inc. mit Sitz in Alameda, Kalifornien, USA ist ein börsennotierter Hersteller von Medizintechnik. Penumbra entwirft, entwickelt, produziert und vertreibt medizinische Geräte. Kerngeschäfte sind Therapien in der neurovaskulären und vaskulären Medizin. Gegründet wurde das Unternehmen 2004 von Adam Elsässer und Arani Bose. Der Unternehmensname leitet sich vom medizinischen Begriff Penumbra, einem Hirninfarkt, ab.

## Produkte (Auswahl)
Das „Penumbra“-System dient zur mechanischen Thrombektomie als Behandlung eines akuten Schlaganfalls. Hier wird mit Hilfe von Reperfusionskathetern und Aspirationspumpen der Thrombus entweder direkt abgesaugt oder so in den Katheter eingezogen, so dass das  Blutgerinnsel mit vorsichtigem Zurückziehen des Katheters entfernt werden kann. Das „Indigo“-System wendet dieses Verfahren auf Verschlüsse des peripheren Gefäßsystems an.

## Kennzahlen
Das Unternehmen hatte im Jahr 2016 ca. 1500 Mitarbeiter und setzte 263 Mio. USD um.